# Chlum u Třeboně
Chlum u Třeboně (německy Chlumetz bei Wittingau, Puehel, Bühl) je městys v okrese Jindřichův Hradec v Jihočeském kraji. Rozkládá se poblíž rakouských hranic, žije v něm přibližně 1 800 obyvatel. Přibližně pět kilometrů východně od městyse leží rakouské město Litschau.

## Historie
První písemná zmínka o obci pochází z roku 1399. Ves Chlum patřila již ve 14. století panu Jindřichovi z Rožmberka, jenž 19. srpna roku 1399 svůj poplužní dvůr v Chlumu od starodávna pustý prodal šafářce a hospodyni ve špitále třeboňském Peltratě za 28 kop grošů. V roce 1458 zastavil Jan z Rožmberka, hejtman v Slezí, platy v Hlíně, Lutové, Chlumu, Suchdole, Suchdolci, Krarnolíně, Velkých a Malých Jílovicích, Kojakovicích, Branné, Zalyni, Ledenicích, Miletíně, Štěpánově, Bošilci, Skrbkově, Lhotě, Ponědraží a Stoječíně hradeckému měšťanu Hanušovi Gnauerovi a jeho manželce Dorotě.
V roce 1508 Petr z Rožmberka směnil s Kunratem Krajířem z Krajku na Nové Bystřici ves Stříbřec s jedním svobodníkem a rybníkem ve vsi ležícím, vsi Lutovou a Chlum, lesy lutovské a chlumecké a dva rybníky řečené „na Zábřeží“ a „na Vysokém Brodě“, čímž se Chlum stal součástí panství Novobystřického. Roku 1615 koupila panství Lucie Otilie rozená z Hradce a provdaná za člena rodu Slavatů. Jednou z dědiček rozsáhlého majetku vymřelého rodu Slavatů z Chlumu a Košumberka byla hraběnka Marie Terezie z Fünfkirchenu, rozená Slavatová z Chlumu a Košumberka (1656–1699). V roce 1693 Fünfkirchenové Chlum od Nové Bystřice oddělili a vytvořili z něj samostatné panství. V roce 1834 Fünfkirchenové panství Chlum prodali Eduardu Stadion-Thanhausenovi. V roce 1861 Chlum získal arcivévoda František V. d"Este. Po jeho smrti (1875) zdědil Chlum arcivévoda František Ferdinand, kterému bylo připojeno jméno Este.
V roce 1885 byl založen sbor dobrovolných hasičů.
Na základě žádosti obce Chlumec z 25. září 1900 doporučilo okresní zastupitelstvo v lednu 1901 změnu obecního názvu na Chlum u Třeboně (ježto dle prohlášení c. k. místodržitelství dá se žádaná změna bez závady provésti: doporučuje a žádá se, aby za jediný oprávněný název a to jak český, tak i německý prohlášen byl název Chlum u Třeboně a žádosti obce aby tudíž bylo vyhověno). O změně názvu pak rozhodlo obecní zastupitelstvo bez souhlasu arcivévody Františka Ferdinanda d'Este v roce 1908, přičemž arcivévoda po celý život odmítal nový název používat.
V roce 1902 zadalo Ředitelství velkostatků i lesů arcivévody Františka Ferdinanda d'Este pro Chlum u Třeboně stavbu vodovodů české firmě Antonína Kunze v Hranicích.
Po první světové válce byl dědicům Františka Ferdinanda d'Este majetek zkonfiskován.

### Sklářství
V 15. století se v okolí Chlumu těžila železná ruda, která zde byla zpracovávána až do roku 1887, kdy byly vysoká pec, válcovna a staňkovský hamr postaveny mimo provoz. Dnem 1. listopadu 1900 byl zastaven i zbytek provozu ve sloučené drátovně, hřebíkárně a kovářské dílně. Objekt bývalé válcovny si již v roce 1891 pronajala firma „Carl Stölzle‘s Söhne, Aktiengesellschaft für Glasfabrikation“ z rakouského Nagelbergu a s provozem v Suchdole nad Lužnicí. V září 1909 byla výroba skla v Chlumu úplně zastavena z důvodu neobnovení pachtovních smluv majitelem panství arcivévodou Františkem Ferdinandem d'Este, který nelibě nesl blízkost sousední sklárny za svým letním rodinným sídlem.
Na sklonku 1. světové války si opuštěné objekty sklárny pronajal c.k. nadporučík Václav Hrdina (26. prosince 1915 obdržel za obranu proti nepříteli zlatý Záslužný kříž s korunou), pocházející ze sklářské rodiny ze severních Čech. Jeho otec Štěpán Hrdina vlastnil od roku 1908 sklárnu na Práchni u Kamenického Šenova. K úspěšnému uzavření nájemní smlouvy mu napomohlo zasnoubení s dcerou ředitele chlumské německé školy. Do nového československého státu vplul již jako nájemce sklárny. Své zasnoubení ale nakonec zrušil a ohlásil nové zásnuby s dcerou Františka Drapelly († 27. červen 1933, Chlum u Třeboně), bývalého správce Colloredo-Mannsfeldských velkostatků v Dobříši. Nevěsta vložila do firmy jeden milion Kč a po nutných opravách tak mohl V. Hrdina v roce 1919 rozběhnout provoz sklárny. Svého švagra Ing. Zdenka Drapellu jmenoval vedoucím výroby.
V roce 1923 si Václav Hrdina propachtoval sklárnu v Arnoštově a v roce 1926 se stal jejím novým majitelem. V Chlumu u Třeboně dal vybudovat pro své zaměstnance dělnickou kolonii, kterou navrhl a v roce 1926 postavil zednický mistr Bohdan Novotný z Chlumu. Jednotlivé bytové jednotky se společnou předsíní a záchodem se skládaly z kuchyně a světnice. V roce 1928 přikoupil za 800 000 Kč sklárny v Rosicích u Brna a v roce 1929 sklárny v Rybništi u Varnsdorfu. V témže roce kandidoval za kraj České Budějovice a stranu Československé národní demokracie do poslanecké sněmovny. Působil také jako starosta městyse Chlumu a předseda okresního třeboňského odboru „Národohospodářského sboru jihočeského“. V roce 1930 jmenoval svého švagra Ing. Zdenka Drapellu ředitelem skláren v Arnoštově.
Hospodářská krize postihla sklárny již v roce 1931 a Hrdina se dostával do dluhů. V důsledku insolvence v roce 1932 vyhlásil soud v Třeboni na jeho sklárnách v Chlumu u Třeboně, Rosicích u Brna (zastaven provoz v roce 1931) a Rybništi u Varnsdorfu (zastaven provoz na konci roku 1931) soudní vyrovnání a sklárny v Arnoštově nadále fungovaly pod firmou „Ing. Zdenko Drapella, sklárny Arnoštov-Křišťanov“ se sídlem v Chlumu u Třeboně. V důsledku hospodářské krize vyhlásil Václav Hrdina nakonec v roce 1934 úpadek. V březnu 1937 byla vydražena za 708 890 Kč i zadlužená sklárna V. Hrdiny v Rybništi a novým majitelem se stala tamní firma Nordböhmische Glashüttenwerke.
Po dvouleté stagnaci zahájila v Chlumu sklářskou výrobu „akciová společnost Jihočeské sklárny“, která již 1. října 1935 převzala všechna aktiva a pasiva v roce 1932 zřízené firmy Zdenko Drapella, vydražila sklárny v Chlumu a převzala též sklárny v Arnoštově. K jejímu založení došlo 22. května 1936. Ve správní radě zasedli: předseda Václav Hrdina z Chlumu, Gabriel Švejda z Českých Budějovic a JUDr. Karel Stiassny. Ředitelem akciové společnosti se stal většinový akcionář Ing. Zdenko Drapella, který obdržel též prokuru.
Jihočeské sklárny, akc. společnost (Südböhmische Glashüttenwerke A. G.), v Chlumu u Třeboně se utvořila, aby převzala a dále provozovala podnik, dosud vedený pod firmou Ing. Zdenko Drapella, sklárny, Arnoštov-Křišťanov v Chlumu u Třeboně se všemi aktivy a pasivy podle stavu bilance k 1. říjnu 1935. Převzetí stalo se za sjednanou částku 800.000 Kč. Členy správní rady jsou: Václav Hrdina, majitel skláren v Chlumu u Třeboně, Gabriel Švejda, tajemník Svazu průmyslníků v Č. Budějovicích, JUDr. Karel Stiassny, advokát v Praze. Prokura udělena inž. Zdenku Drapellovi v Chlumu u Třeboně s titulem ředitele a se statutár. právem, aby firmu podpisoval sám.
Jihočeské listy, 13.06.1936
Dne 27. prosince 1945 vydal ministr průmyslu Bohumil Laušman vyhlášku č. 336 o znárodnění podniku Jihočeské sklárny, akc. spol. se sídlem v Chlumu u Třeboně. Vyhláška byla vydána ze zpětnou platností v Úředním listě ze dne 6. února 1946.

## Přírodní poměry
Jižně od městečka leží přírodní rezervace Bukové kopce a do východního cípu katastrálního území, východně od rybníka Vydýmač, zasahuje přírodní rezervace Rašeliniště Pele.

## Obyvatelstvo
| Rok            | 1869  | 1880  | 1890  | 1900  | 1910  | 1921  | 1930  | 1950  | 1961  | 1970  | 1980  | 1991  | 2001  | 2011  | 2021  |
| -------------- | ----- | ----- | ----- | ----- | ----- | ----- | ----- | ----- | ----- | ----- | ----- | ----- | ----- | ----- | ----- |
| Počet obyvatel | 2 878 | 3 141 | 3 123 | 3 541 | 2 959 | 2 899 | 3 087 | 2 266 | 2 298 | 2 363 | 2 394 | 2 270 | 2 265 | 2 055 | 1 833 |
| Počet domů     | 340   | 375   | 385   | 422   | 456   | 458   | 542   | 596   | 572   | 558   | 527   | 675   | 686   | 729   | 741   |

## Správa městyse
Od 10. října 2006 byl obci vrácen status městyse.
Městys Chlum u Třeboně se skládá ze čtyř částí na čtyřech stejnojmenných katastrálních územích:
- Chlum u Třeboně
- Lutová
- Mirochov
- Žíteč

Od 1. ledna 1980 do 23. listopadu 1990 k městysi patřily i Hamr a Staňkov.

### Symboly městyse
Znak a vlajka byly městysi uděleny rozhodnutím předsedy Poslanecké sněmovny Parlamentu České republiky dne 19. května 1998.

## Doprava
Chlumem u Třeboně prochází silnice II/153, která spojuje dvě mezinárodní silnice E49 (I/24) a E551 (I/34).
Asi tři kilometry západně od obce se na železniční trati České Velenice – Veselí nad Lužnicí (226) nachází železniční stanice Majdalena, do roku 2005 nesoucí název Chlum u Třeboně, dříve Chlumec-Pilař.

## Rekreace
Bývalé sídlo Františka Ferdinanda d’Este se svým lesnatým okolím, výstavným zámkem a rozsáhlým anglickým parkem se stalo od roku 1925 vyhledávaným letoviskem, kterému dominovaly rybníky Staňkov (305 hektarů) a Hejtman (82 hektarů). Oba tyto rybníky měly dno i břehy pokryty jemným pískem a jediným konkurentem jim v té době byly Doksy s Máchovým jezerem. Správa státních lesů a statků udělovala povolení ke koupání a provozování vodních sportů (mimo jízdu motorovými loděmi).
U Staňkovského rybníka na poloostrově „Vlčici“ založil v roce 1925 5. oddíl pražských skautů tábor, který se po výstavbě tábora pražské YMCY přestěhoval na jiné místo. Tábor YMCY pro sto táborníků disponoval velkou centrální budovou, deseti obytnými chatami, dvěma chatami rodinnými a loděnicí. Vedle YMCY na Staňkově tábořily: oddíl vodních skautů z Prahy, vysokoškolský sport a další sportovní kluby z Prahy i ostatních částí Čech. Kolem rybníka se nacházelo dalších 20 chat (navštěvovaných zejména obyvateli Prahy), veřejné koupaliště, turistická chata »Slavjanka« a pod hrází vesnička s jednoduše zařízenými letními byty a dvě hostinci. Vybudován byl i „Hotel Česká Kanada“, jehož celodenní penze činila v roce 1938 23 korun.
U menšího Hejtmana se na návrší tyčil chlumecký kostelík (kopie rakouského poutního místa Mariazell), před kostelíkem se rozprostíralo náměstíčko se školou a dolů k rybníku vedla stará křížová cesta se starou lipovou alejí. Pod hrází Hejtmana bylo možné navštívit bývalý arcivévodův zámek s tisíci arcivévodovými loveckých trofejemi, starobylým porcelánem a nábytkem, vzorně udržovaný zámecký park a v okolí lesnatou krajinu.
Navštivte Českou Kanadu!
Překrásné letovisko v jižních Čechách. Rybník Staňkovský osm kilometrů dlouhý s křišťálově čistou vodou. Pláž dvacet kilometrů dlouhá. Ubytování v chatě Slavjance. Stanice KČST. Slušně zařízené pokoje, výborná kuchyně, noclehárna. Členům KČST sleva. - František Čecháček, restauratér, Staňkov, pošta Chlum u Třeboně.
Seznam studentských nocleháren zřízených péčí Klubu československých turistů 1934
Také v současnosti tvoří Chlum u Třeboně, spolu se sousední obcí Staňkov, významné rekreační středisko na Třeboňsku. Na okraji obce se nachází rybník Hejtman. Místní kempy a penziony nabízí zázemí pro rekreaci (koupání a vodní sporty, rybaření) a cykloturistiku.

## Pamětihodnosti

### Zámek Chlum u Třeboně
Zámek Chlum u Třeboně byl postaven 1710 rodem Fünfkirchenů, od roku 1834 patřil rodu Stadion-Tannhausen a od roku 1861 arcivévodům rodu d'Este. Zámek začátkem 20. století neobarokně upraven. Zdejší zámecký park pravidelně navštěvoval básník František Hrubín. Nachází se zde i jeho busta a byla zde i pamětní síň (nyní zrušena). V parku se nachází vzácný strom – liliovník tulipánokvětý.

### Poutní a farní kostel Nanebevzetí Panny Marie
Poutní a farní kostel Nanebevzetí Panny Marie, zvaný „Malá Mariazell“, byl postaven roku 1745 baronem Janem Františkem z Fünfkirchenu jako votivní kostel na poděkování za záchranu života. Roku 1804 pak rozšířen jeho potomkem. Do tohoto kostela chodili také příslušníci rodu Habsburků, kterým panství náleželo od roku 1861. V oratoři kostela se dozvěděly děti o zavraždění svých rodičů Františka Ferdinanda d'Este a jeho manželky Žofie z Hohenbergu v Sarajevu roku 1914. Prvním farářem v Chlumu byl P. Jan Kubiska, který tu působil v letech 1901–1948 a je vymalován na fresce v kostele, jak vede procesí ke kostelu.

### Křížová cesta
Křížová cesta ze druhé poloviny 18. století, vedoucí od zámku ke kostelu. Barokní sochy svatého Jana Nepomuckého a svaté Anny na hrázi rybníka Hejtman.
- Kamenné sochy světců kolem kostela: svatý Antonín Paduánský, svatý František z Pauly, svatý Alois, svatý František z Assisi, svatý Dominik, svatý Josef, svatý Ignác, svatý Florián, svatý František Xaverský, svatý Jan Nepomucký,[51] kolem poloviny 18. století.
- Kašna na náměstí
- Pošta
- Základní škola
- Radnice

## Osobnosti
- Otto Jindra (1896–1932), stíhací pilot za první světové války
- Jiří Niedl (1920–1986), ředitel místní školy, entomolog a herpetolog
- Svatava Titlbachová (1923–2024), česká antropoložka
- Miroslav Lidinský (* 1972), politik

## Galerie

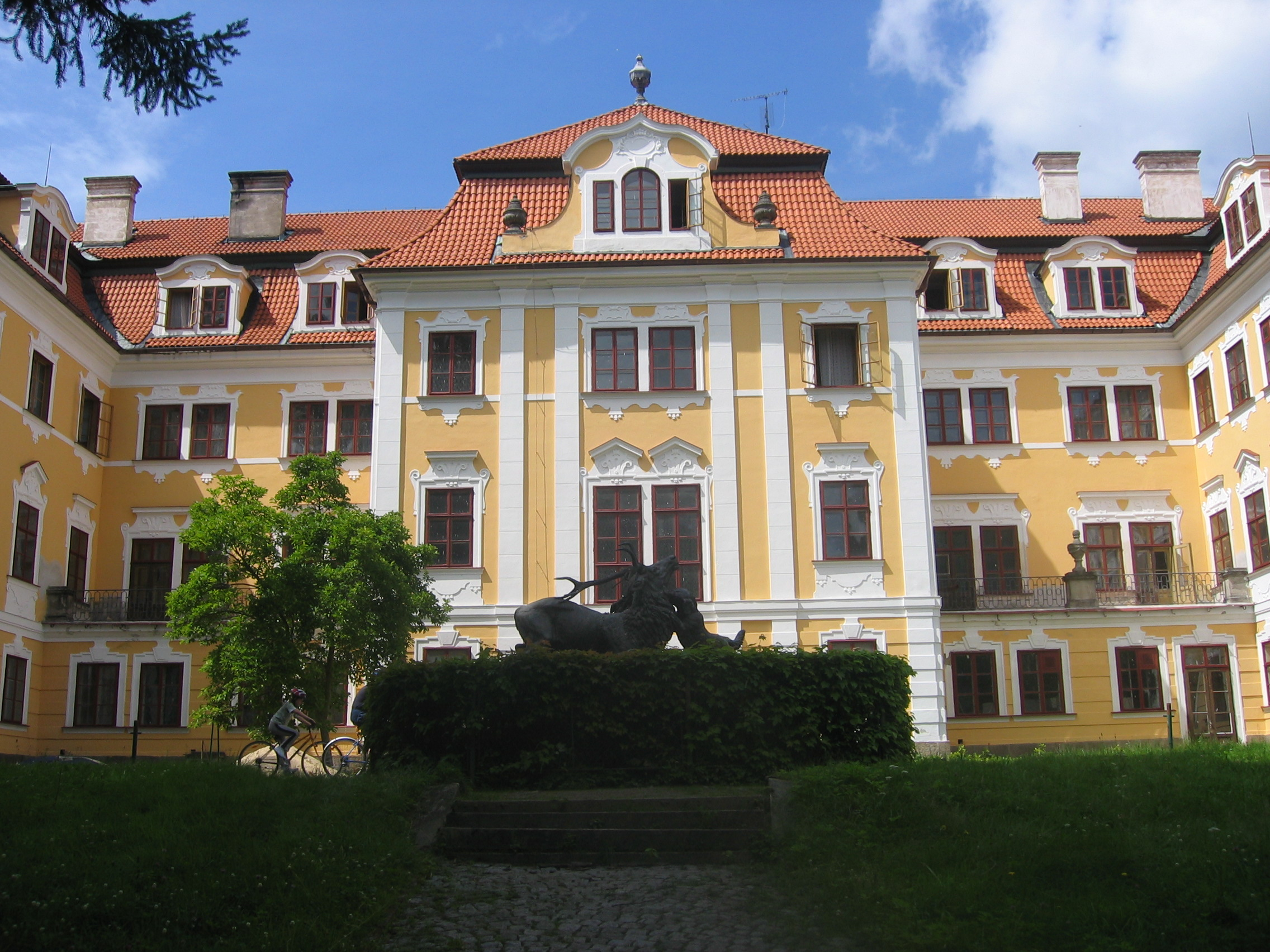
Zámek Chlum u Třeboně
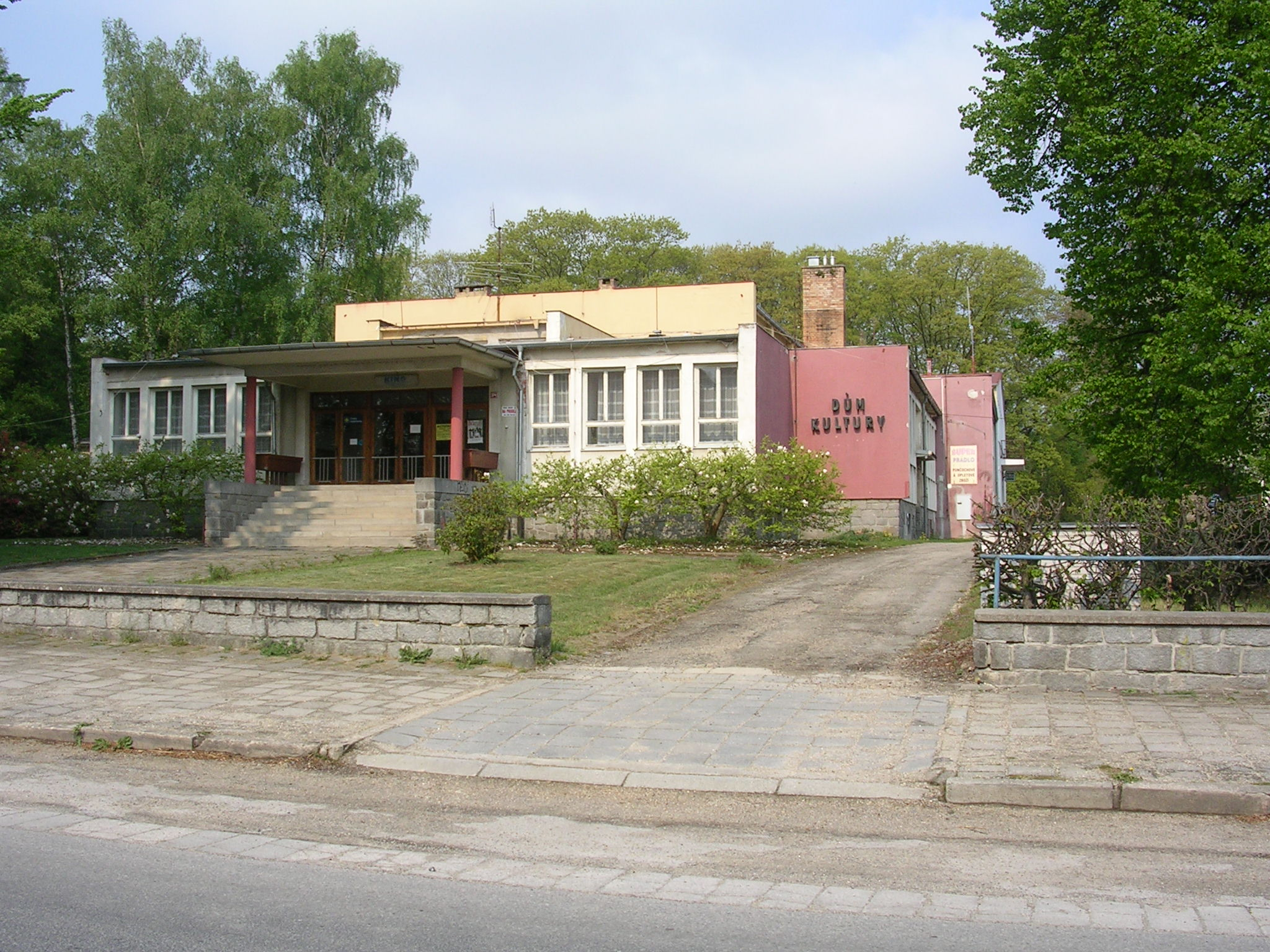
Dům kultury
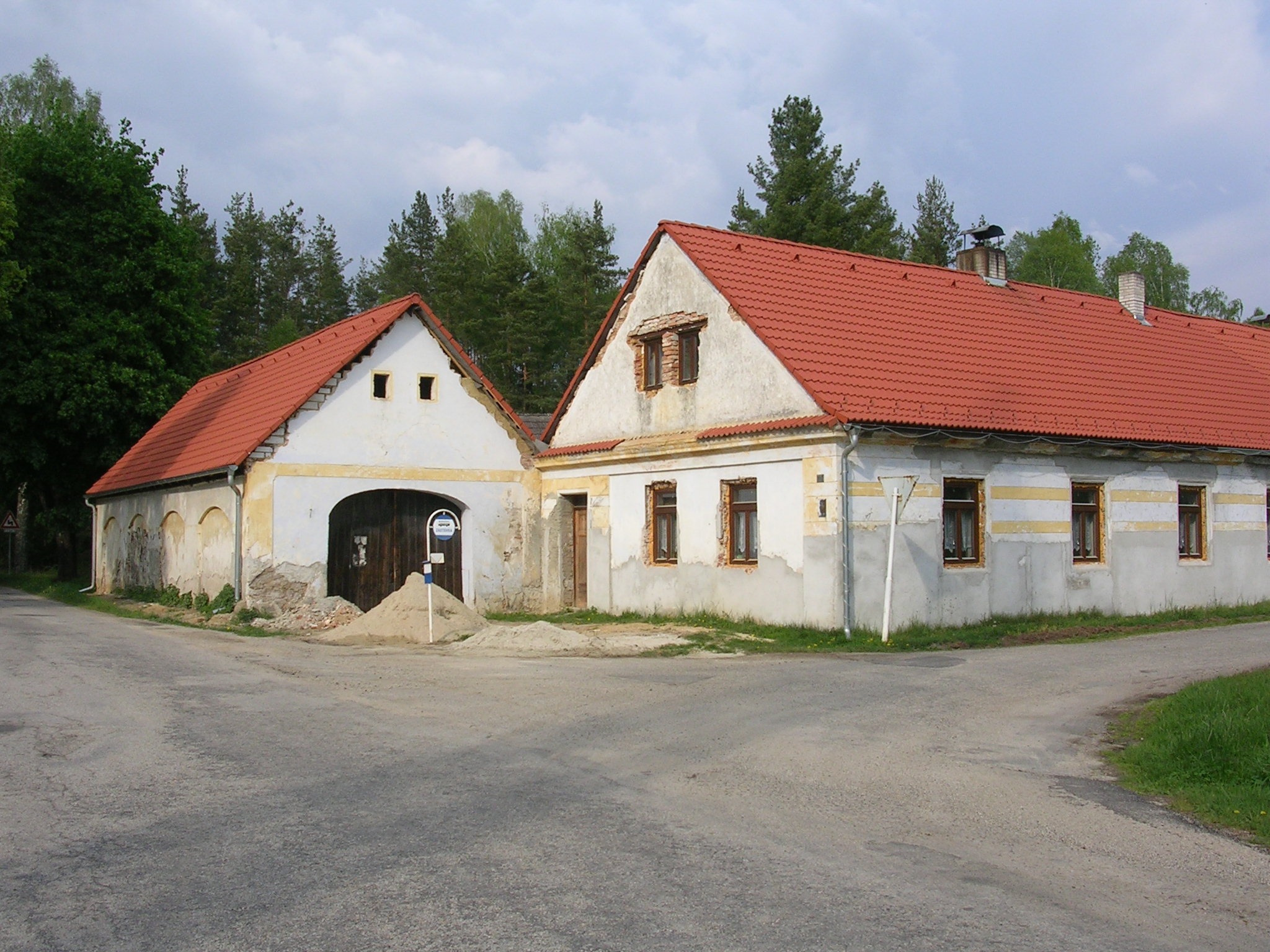
Samota Žabárna
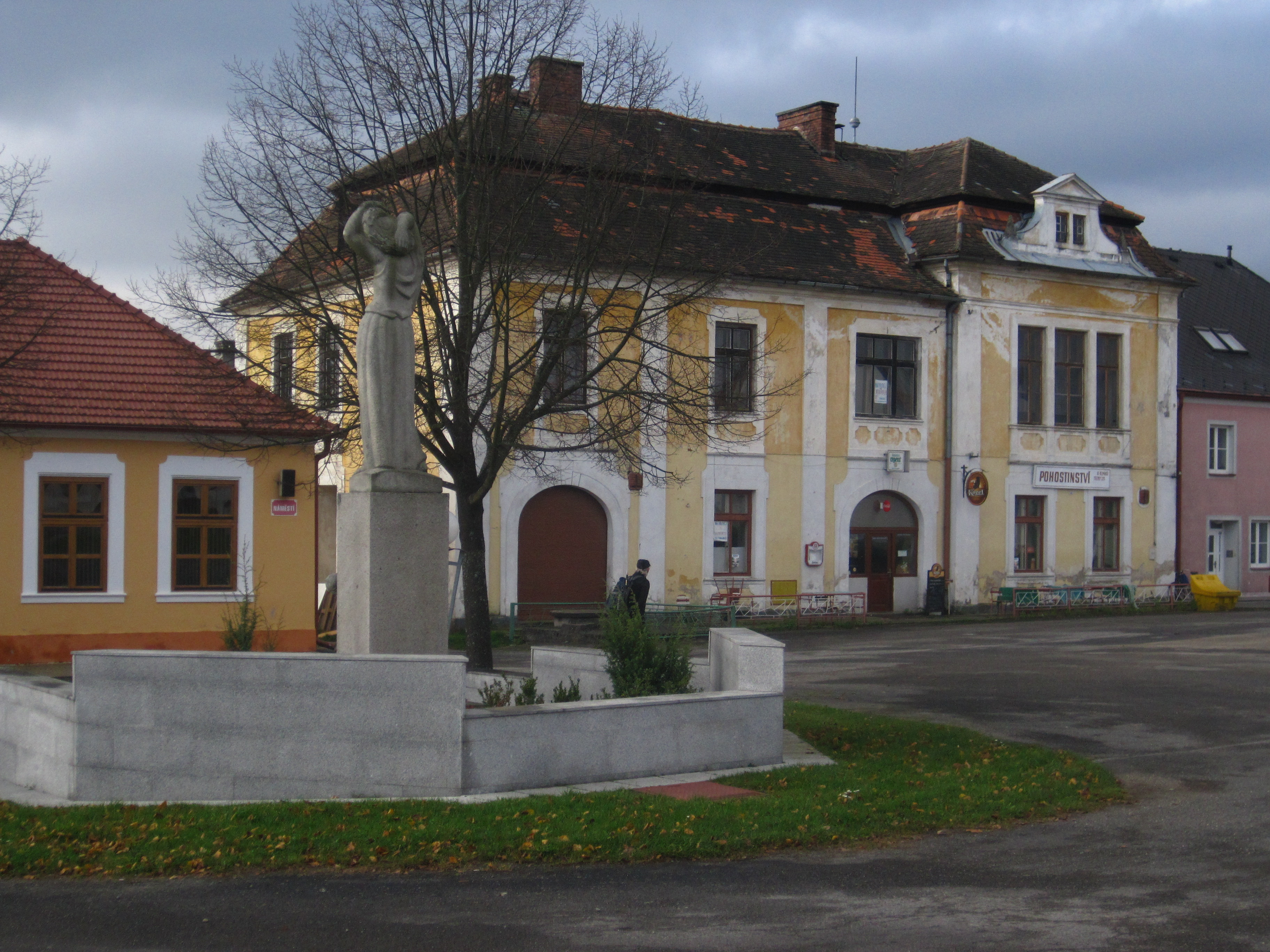
Náměstí s pomníkem padlým v první světové válce
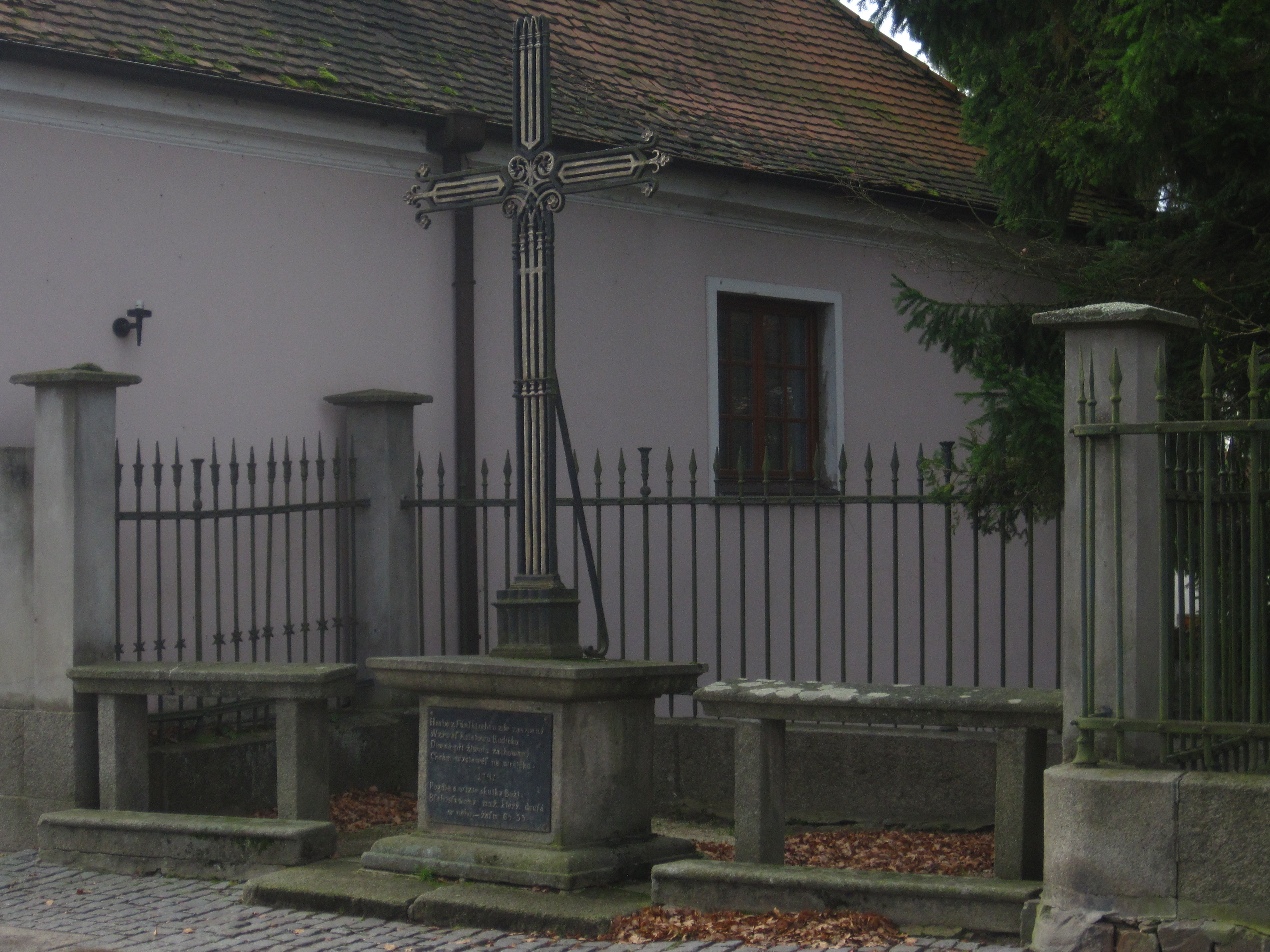
Kříž u domu čp. 11, postavený hrabětem z Funfkirchenu jako poděkování Bohu za záchranu života
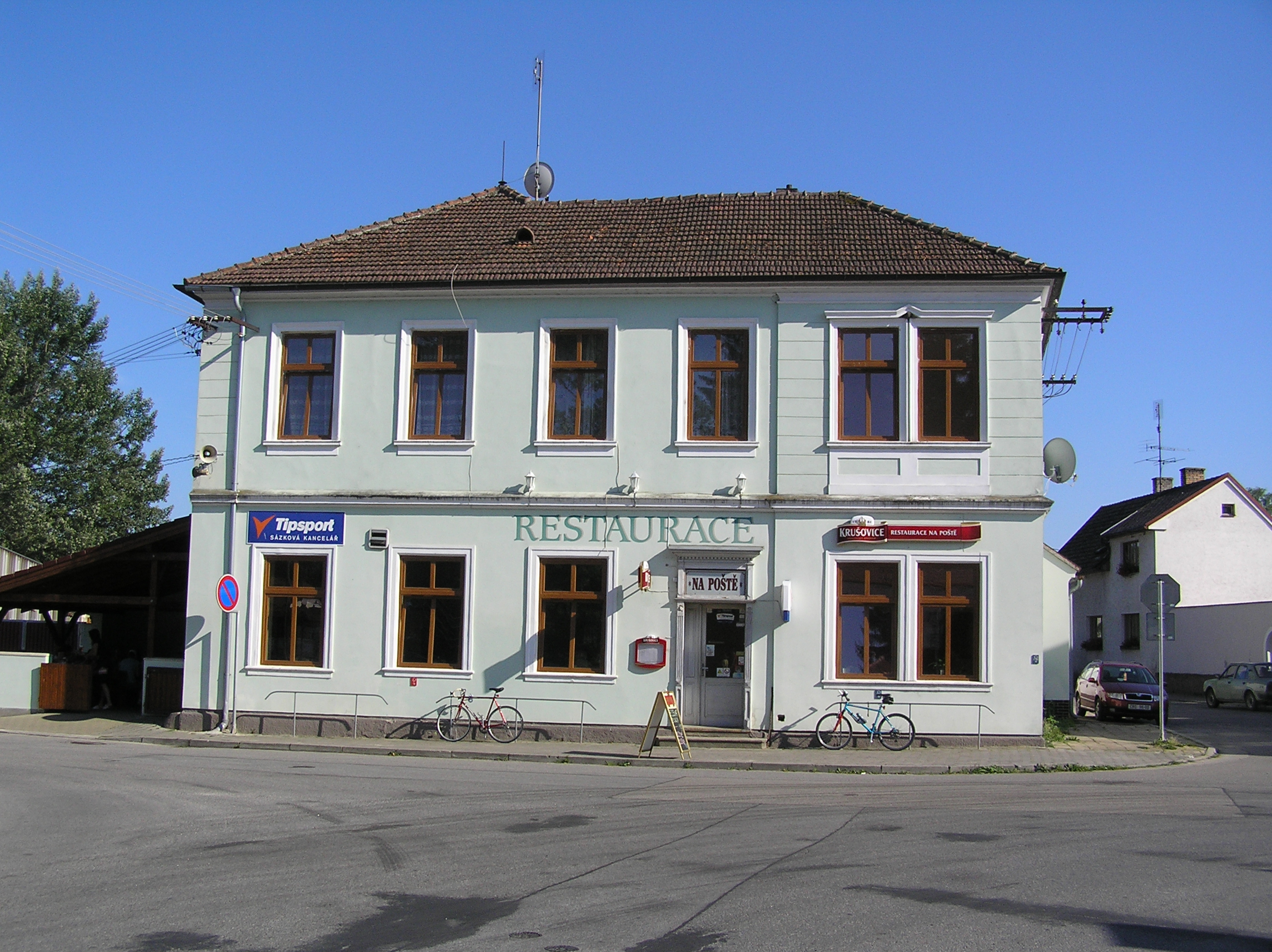
Restaurace Na poště
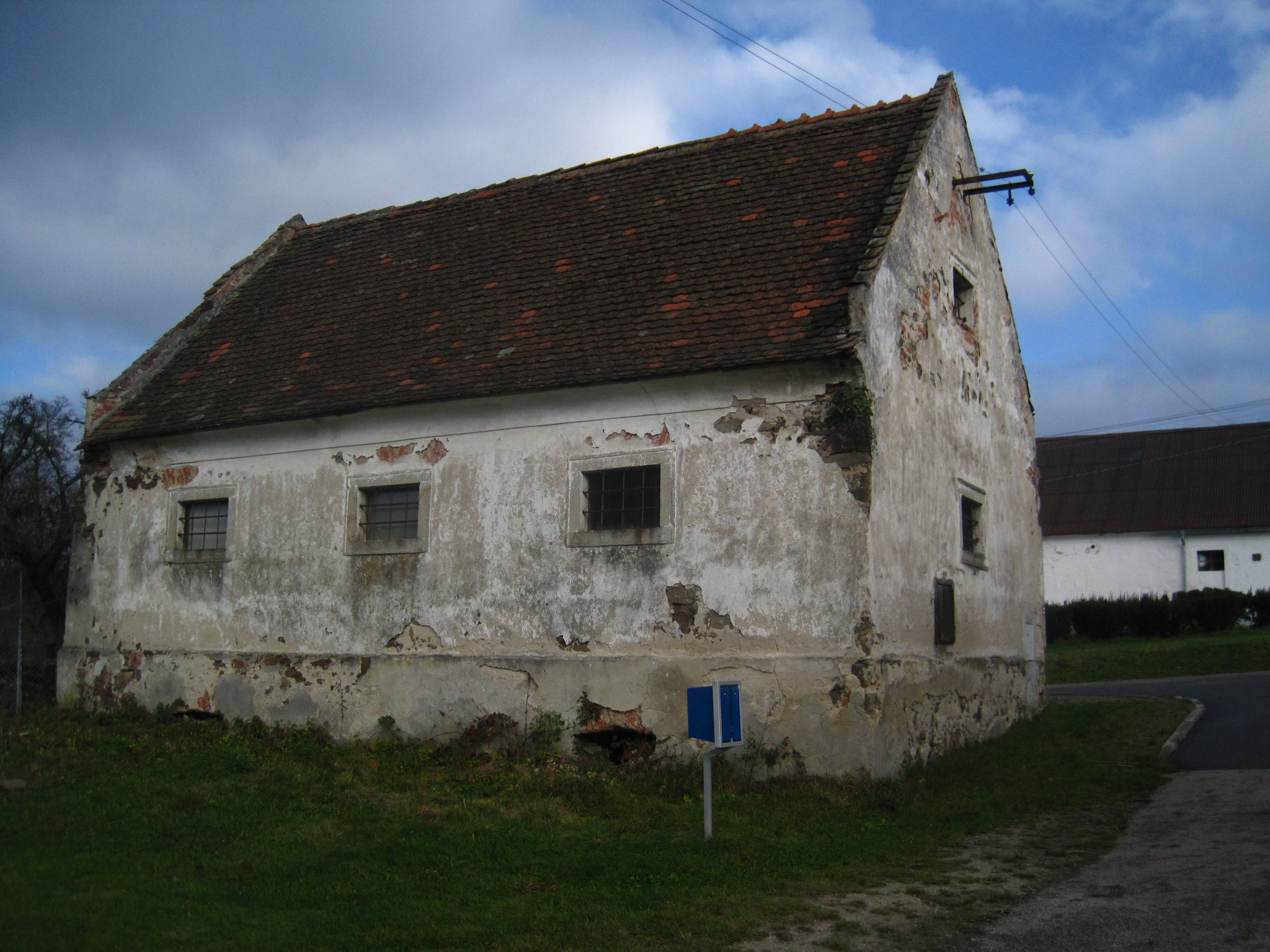
Sýpka v Žižkově ulici
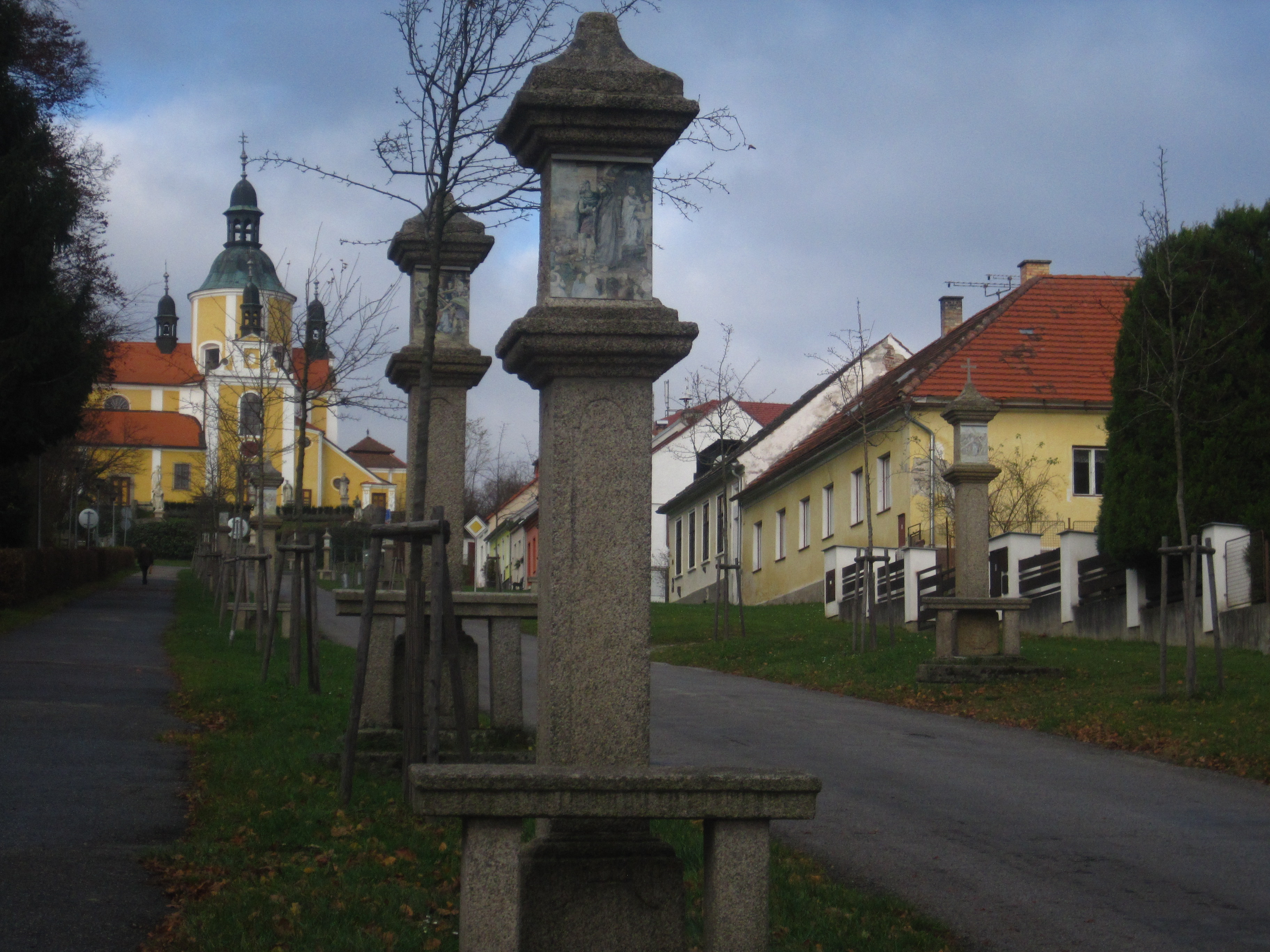
Křížová cesta
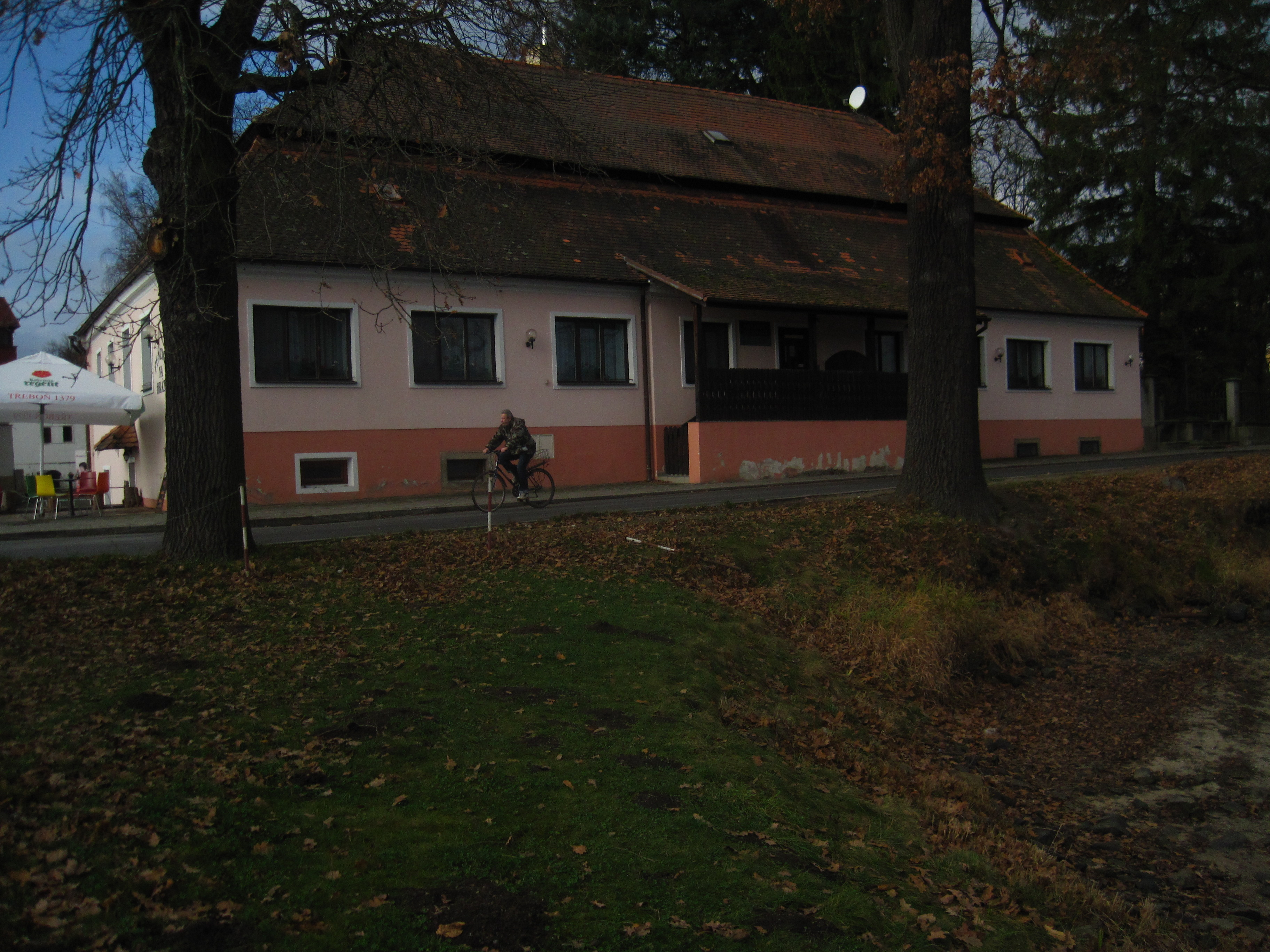
Dům čp. 11, stará pošta
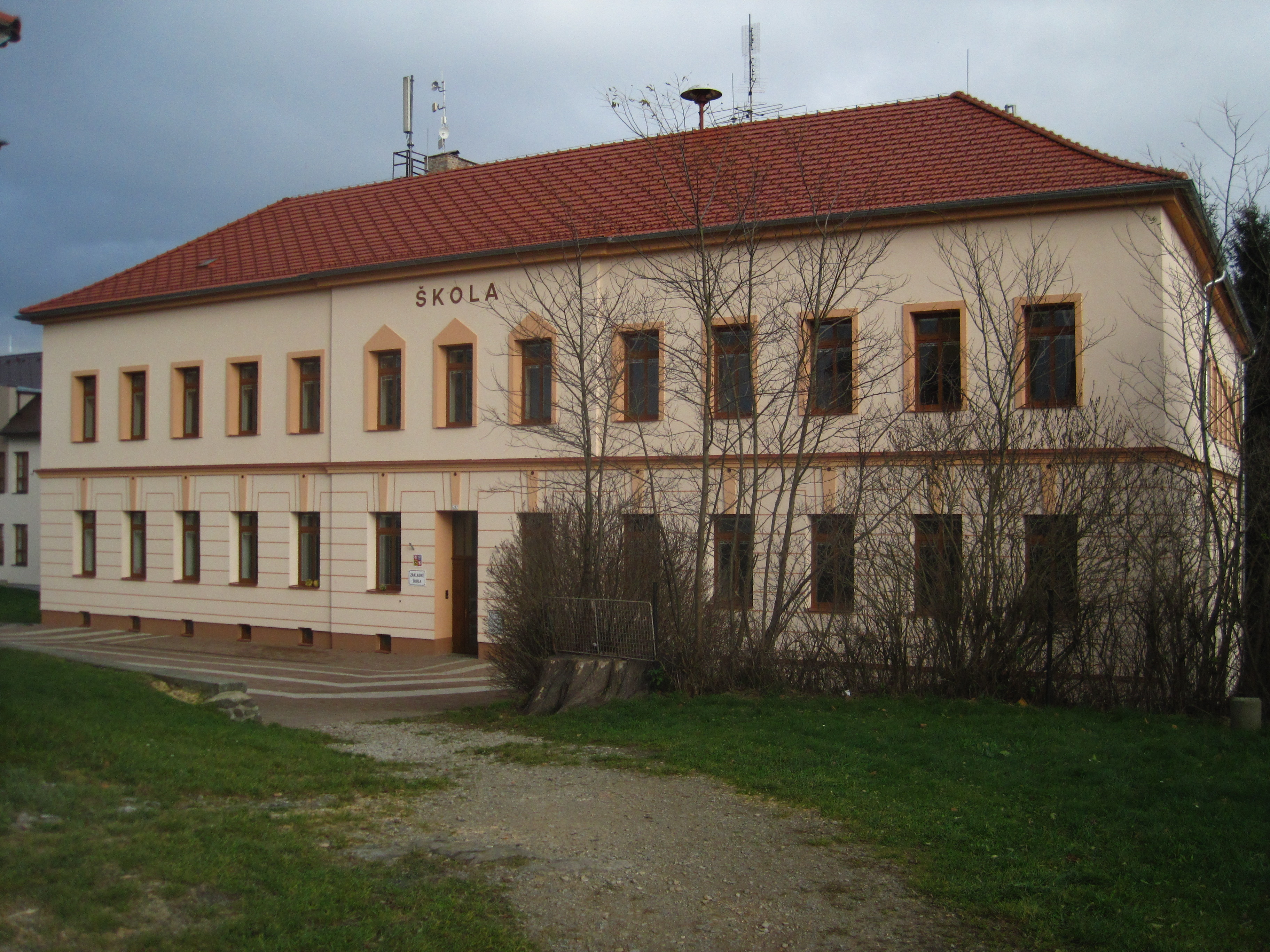
Základní škola
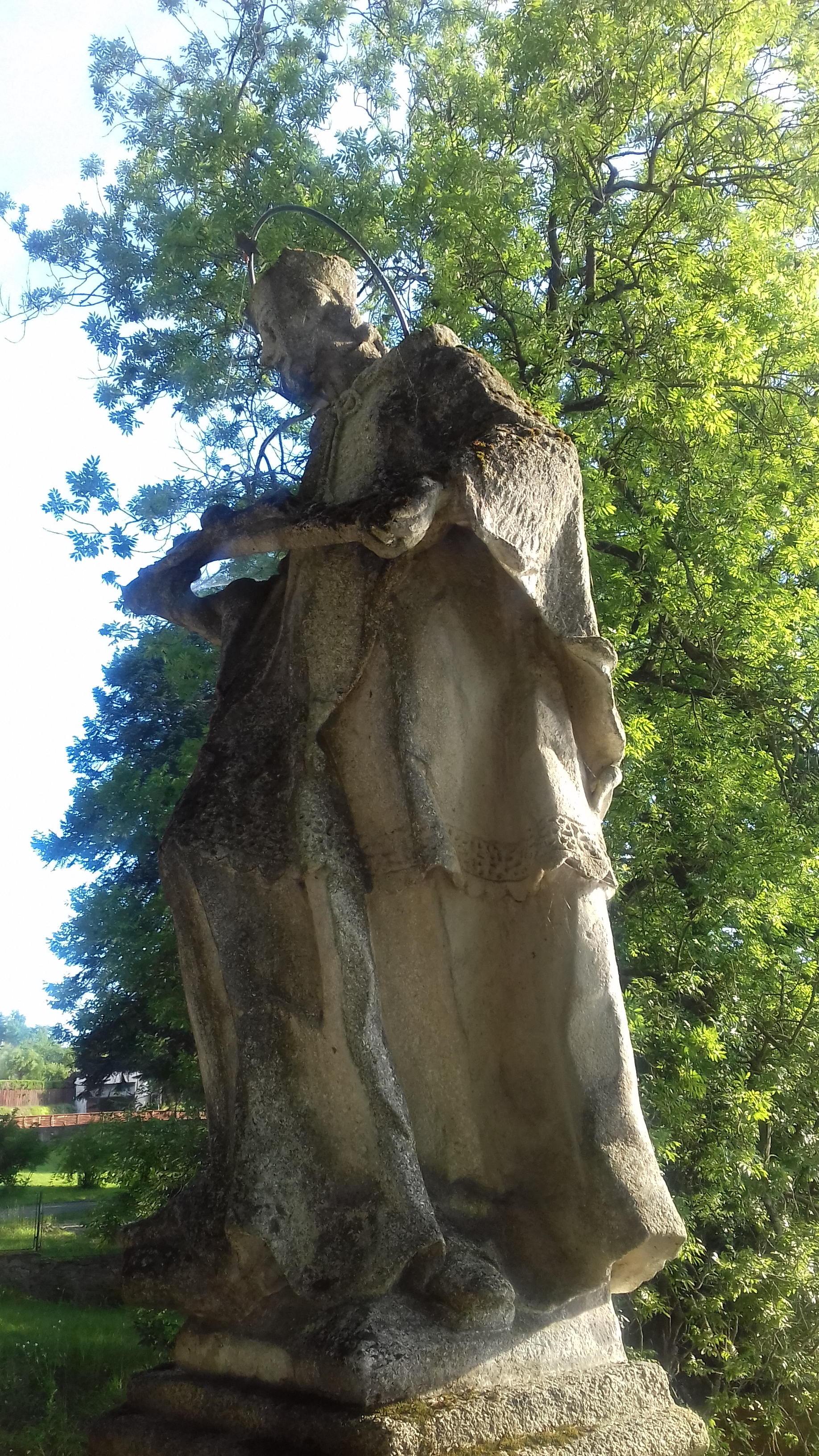
Socha svatého Jana Nepomuckého na hrázi rybníka Hejtman
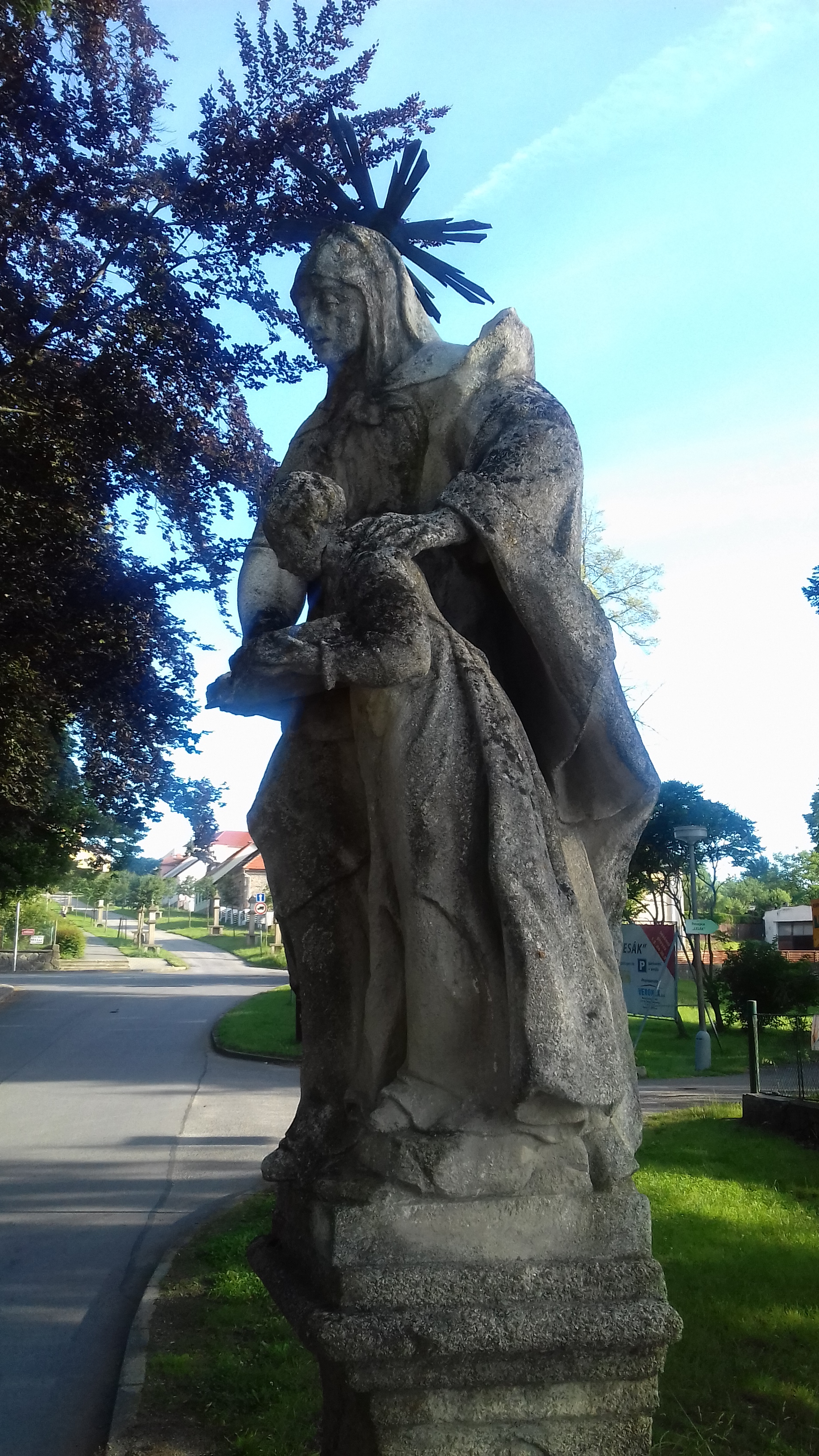
Socha svaté Anny na hrázi rybníka Hejtman